# Pieres
Els pieris (grec antic: Πίερες) foren un poble de Tràcia que vivia en una franja plana i estreta entre les desembocadures dels rius Peneu i Haliacmó, al peu dels vessants boscosos de l'Olimp, segons Tucídides i Estrabó.
El districte que habitaven, segons la Ilíada, s'anomenava Pièria o Pièrida, i Hesíode diu que era el lloc on havien nascut les muses i Orfeu, el pare de la música. Quan aquest culte es va introduir a Beòcia es van traspassar també els noms de les muntanyes, els territoris, les coves i les fonts de Pièria al país veí. Els pieris van ser expulsats del seu territori al segle viii aC, i obligats a desplaçar-se cap al nord, cap al riu Estrímon i les muntanyes del Pangèon, on van formar un nou assentament.
Els límits del territori dels pieris varien segons quins historiadors en parlen. Claudi Ptolemeu diu que el seu territori corresponia a la zona de la costa entre les desembocadures dels rius Lúdies i Haliacmó. A l'oest tenia la comarca de Perrèbia, a Tessàlia. Una porció de la serra de l'Olimp travessava el seu territori, i el cim més alt s'anomenava Mont Pieri, visible de tot el país. Sembla que hi havia una ciutat anomenada també Pièria, que estaria situada entre Díon i Pidna, les dues ciutats principals dels pieris. Més enllà de Pidna hi havia un bosc frondós i immens. La via que anava de Pel·la a Larisa de Tessàlia passava pel territori de Pièria, i segurament va ser el camí que va seguir el cònsol romà Quint Marci Filip, durant la Tercera Guerra Macedònica (171-168 aC).